# Álvaro Mejía Flórez
Álvaro Enrique Mejía Flórez (Medellín, 15 de mayo de 1940-Bogotá, 12 de enero de 2021) fue un atleta colombiano. Considerado como uno de los mejores atletas colombianos y uno de los mejores de Suramérica en la década de 1960 y principios de 1970.

## Biografía
Contribuyó a la renovación de los métodos de entrenamiento para corredores de fondo y semifondo; a mediados de los sesenta introdujo y adaptó el sistema de Arthur Lydiar, y posteriormente, a principios de los setenta, la combinación entre entrenamiento aeróbico y anaeróbico. 
Mejía comenzó a competir nacionalmente en el campeonato de Manizales, en 1961. Su primer gran triunfo internacional lo obtuvo en 1962, cuando ganó los 1.500 metros lisos en los Juegos Centroamericanos y del Caribe de Kingston. En 1963 fue campeón sudamericano de la misma distancia en el torneo realizado en Cali. Su primer récord sudamericano lo consiguió en 1964, como preparación para la olimpíada de Tokio, en el estadio de Anoeta, en San Sebastián (España) en los 5000 metros lisos, donde obtuvo la marca de 13 minutos, 53 segundos y 4 décimas, a sólo 18 segundos de la marca mundial del australiano Ron Clarke. Fue tricampeón bolivariano (1.500, 5.000 y 10.000 metros) en Quito (1965) y centroamericano en San Juan de Puerto Rico (1966). Conquistó los récords sudamericanos de 3.000 metros lisos, con la marca de 8 minutos y 12 segundos, en Medellín en abril de 1966; y el de los 10.000 metros en 29 minutos, 10 segundos y 4 décimas, en Bucaramanga en septiembre de 1966. 
Ganó la primera edición del maratón de Coamo, Puerto Rico, en 1966. Consiguió sendos triunfos en los 5.000 y 10.000 metros en la segunda semana preolímpica en octubre de 1966, en Ciudad de México. A fines del año 1966 ganó la carrera de San Silvestre, en São Paulo, Brasil.  En el año de 1971, ganó el Maratón de Boston, en los Estados Unidos de América.
Falleció en Bogotá el 12 de enero de 2021 a los 80 años de edad por causas naturales.